# 程龙镇
程龙镇，是中华人民共和国江西省赣州市龙南市下辖的一个乡镇级行政单位。

## 行政区划
程龙镇下辖以下地区：
程龙村、五一村、杨梅村、龙秀村、八一九村和盘石村。